# Filip Biegun
Filip Biegun (ur. 21 maja 1996) – polski siatkarz, grający na pozycji przyjmującego.

## Sukcesy klubowe
Mistrzostwo I Ligi:
- 2016

Superpuchar Ukrainy:
- 2016

Puchar Ukrainy:
- 2017

Mistrzostwo Ukrainy:
- 2017